# Léo Laporte-Blairsy
Léo Michel Victor Laporte-Blairsy (* 5. April 1865 in Toulouse, Frankreich; † 1923 in Paris, Frankreich) war ein französischer Bildhauer.

## Leben
Léo Laporte-Blairsys Eltern waren der Handelsreisende Philippe Catherine Laporte und dessen Ehefrau Marie Éléonore Blerzy. In Toulouse war Laporte-Blairsy Schüler der Bildhauer Alexandre Falguière und Antonin Mercié. Er zog nach Paris und stellte dort eine Skulptur auf dem Salon der Société des Artistes Français aus, die ihn 1897 zum Mitglied  wählte. 1894 gewann er hier eine Medaille dritter Klasse, 1898 wurde er mit einer Medaille zweiter Klasse ausgezeichnet. Auf der Weltausstellung Paris 1900 erhielt er eine Silbermedaille, auf der Louisiana Purchase Exposition 1904 schließlich eine Medaille erster Klasse. 1903 wurde er als Ritter in die Ehrenlegion aufgenommen.

## Werke (Auswahl)
Laporte-Blairsy fertigte einige monumentale Skulpturen an, die zumeist vom französischen Staat bestellt oder gekauft waren. Er entwarf Schmuck und viele dekorative Statuetten aus Bronze, Elfenbein, Gold, Silber oder Zinn, die teilweise auch emailliert waren. Er formgestaltete zahlreiche Lampen aus Bronze wie seine versilberte Arbeit mit geätztem Glas namens La Voie lactée (deutsch Milchstraße) oder La fée au coffret (Die Fee in der Schachtel) aus Bronze und Glass, die große Popularität erreichten. Die Éditeurs d’art Susse Frères, Siot-Decauville und Friedrich Goldscheider vertrieben die von ihm gestalteten Produkte. Für Arthur Goldscheider entstand 1907 die Tafeldekoration Le Déjeuner fleuri. Laporte-Blairsy fertigte auch Medaillen, von denen einige im Musée d’Orsay gezeigt werden.

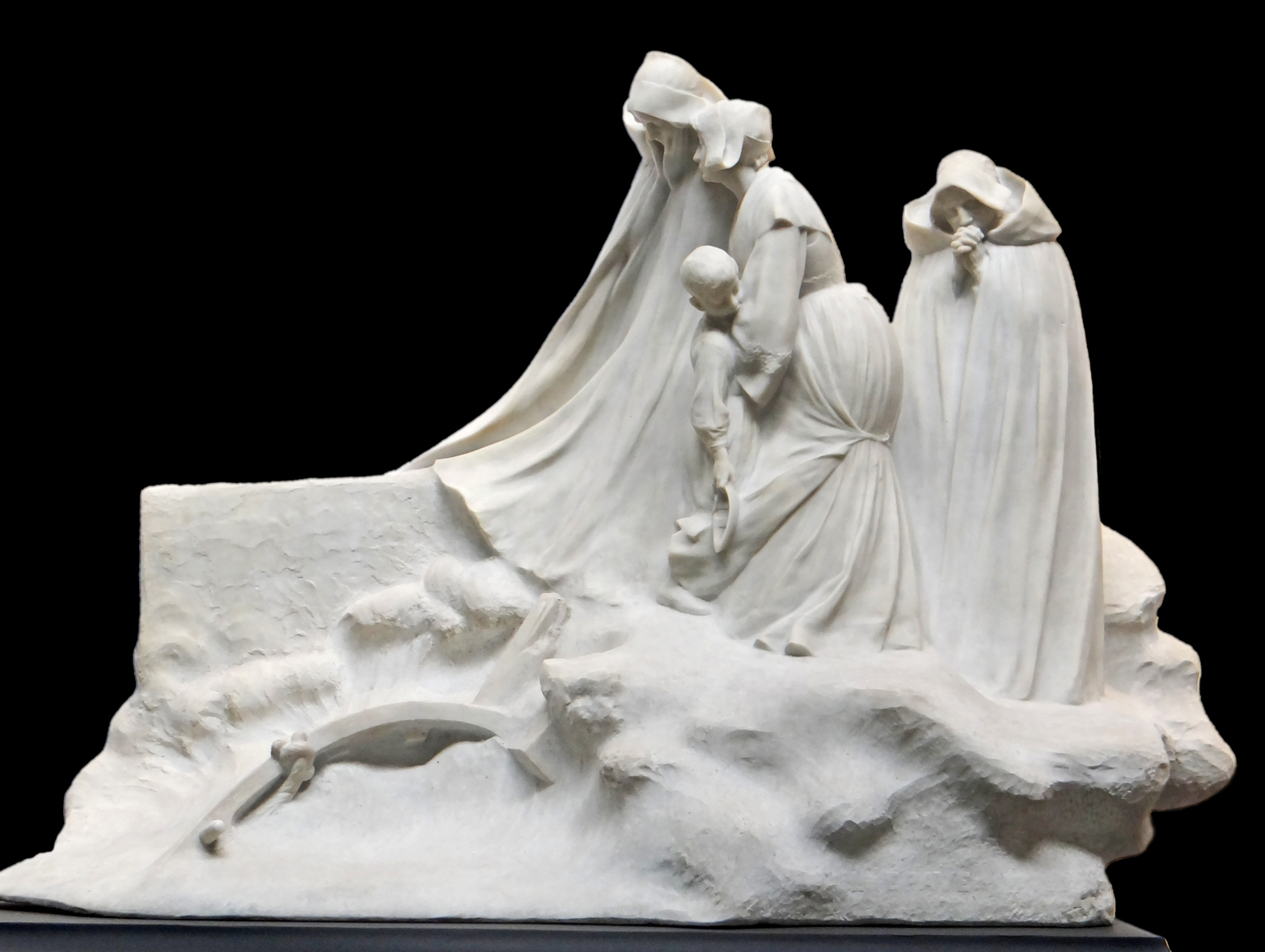
L’épave, Musée des beaux-arts de Nantes
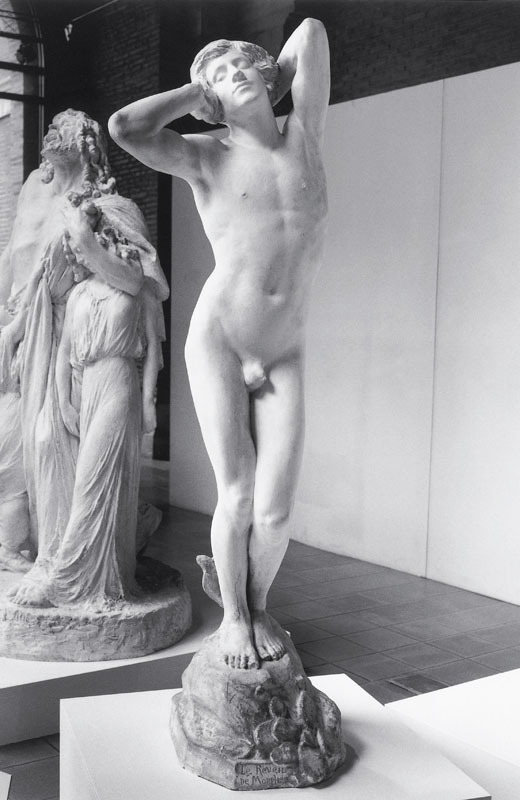
Le reveil de Morphée, 1894
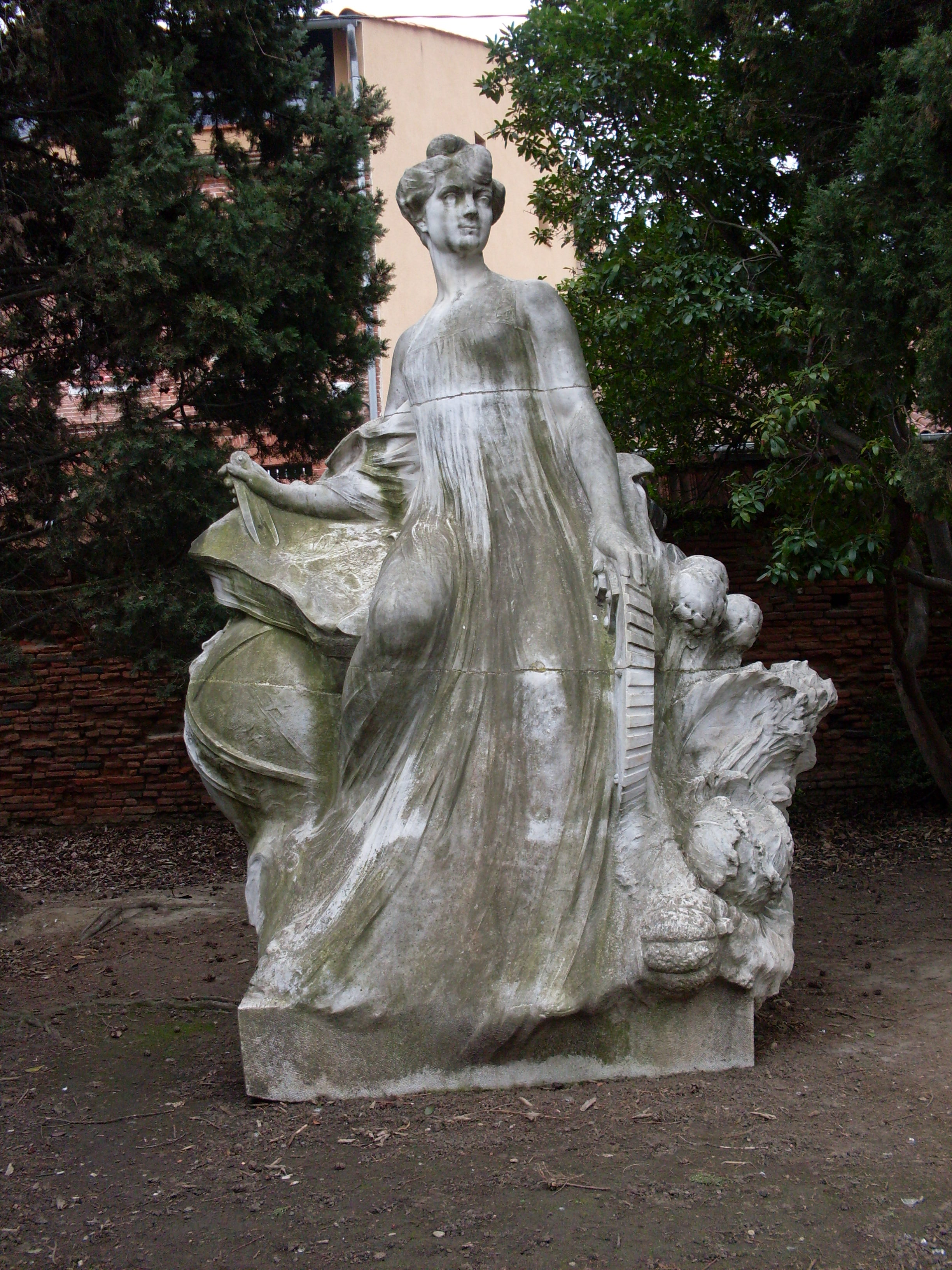
Le Faubourg Matabiau, Bonnefoy, Toulouse
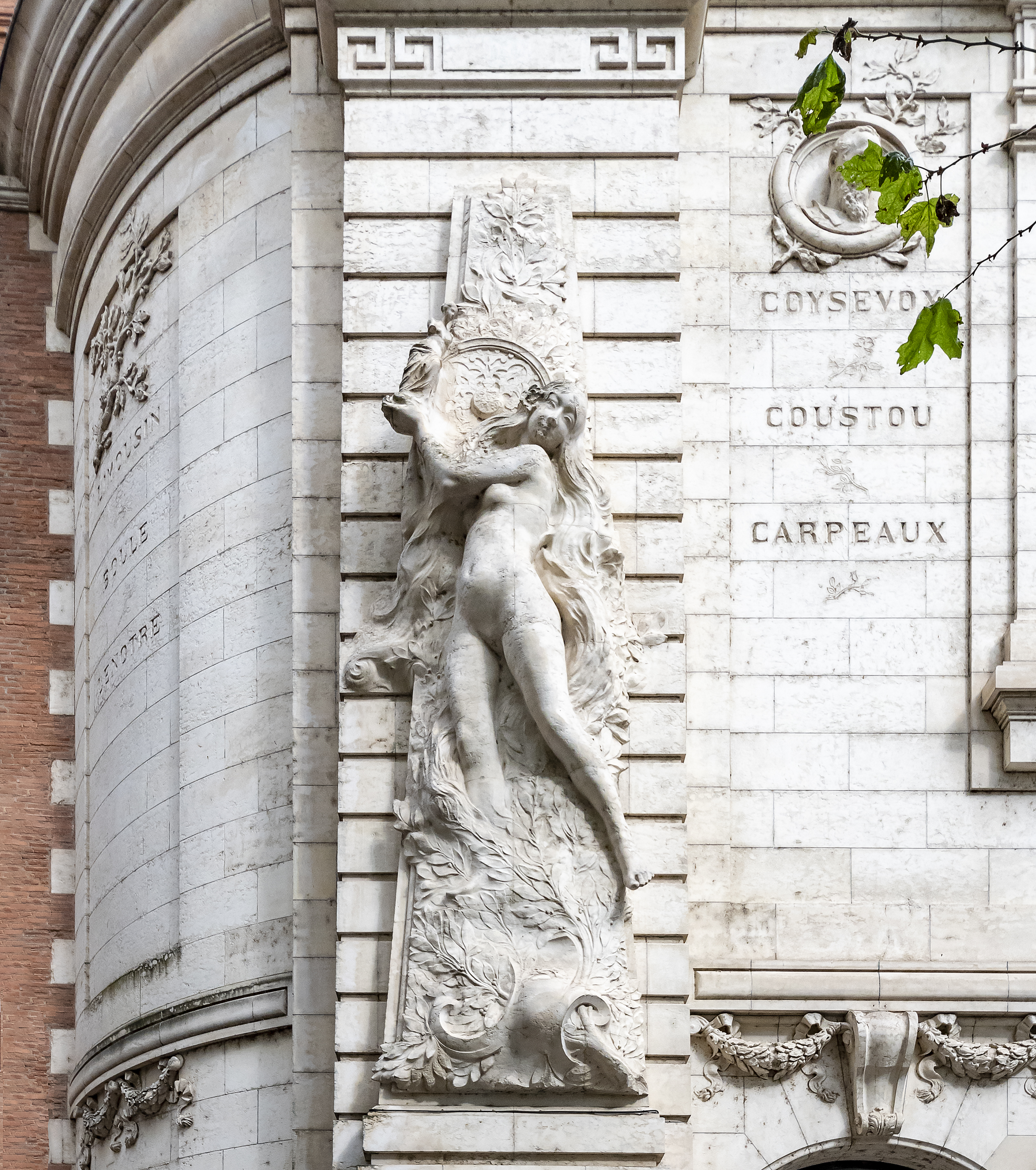
Allégorie de la sculpture 1896
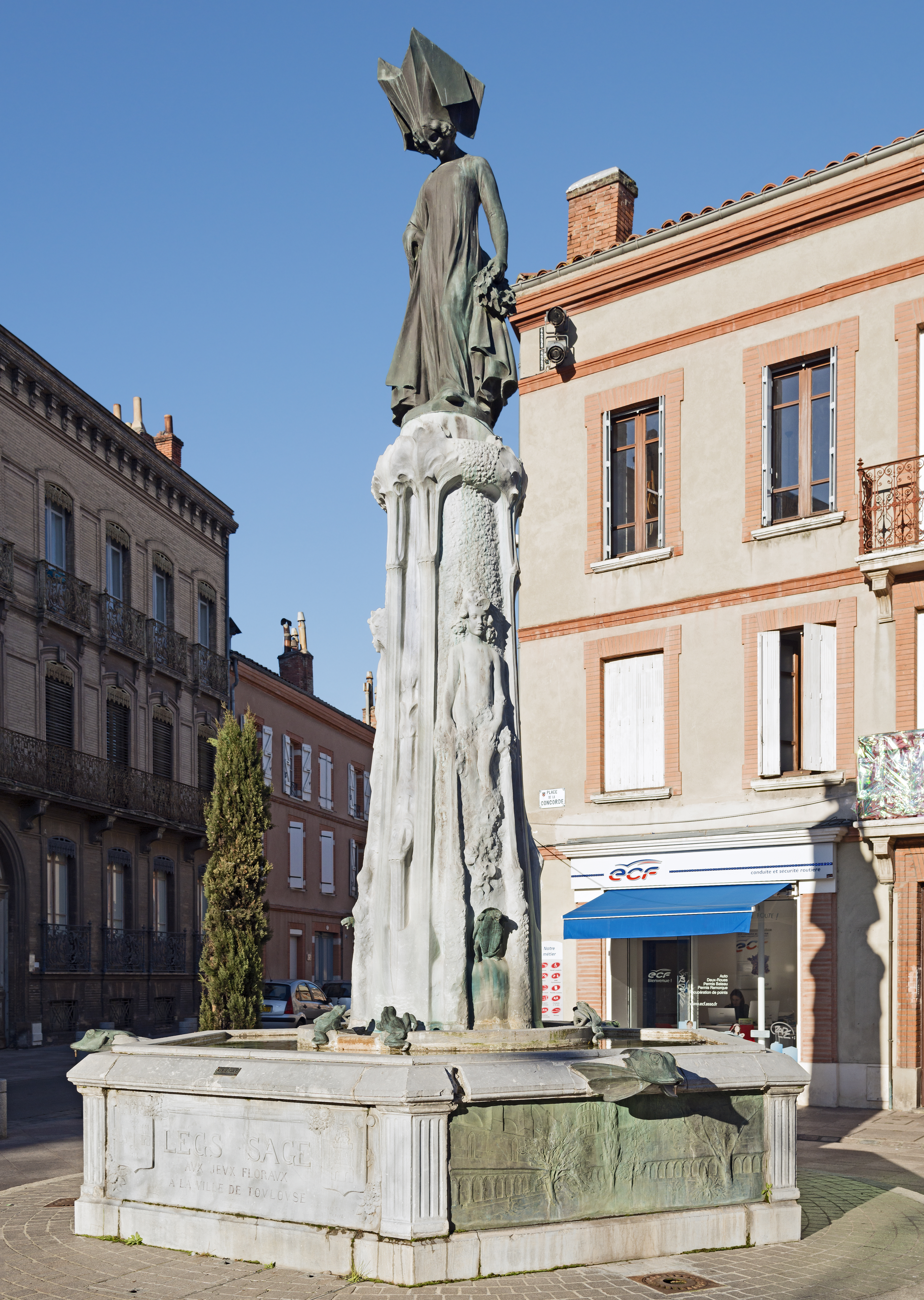
La Fontaine Clémence-Isaure, Toulouse